# Joan Armatrading

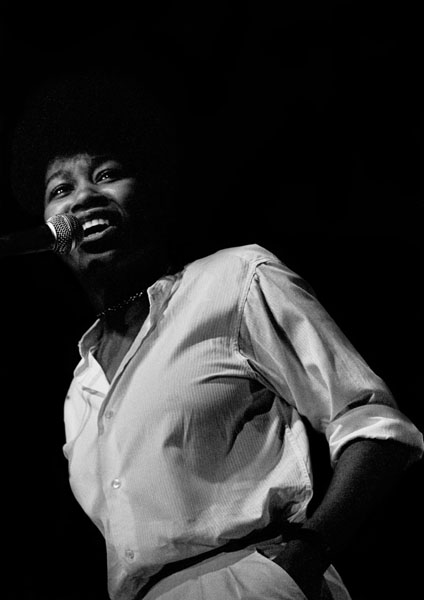
Joan Armatrading uppträder i Dublin på 1980-talet.

Joan Anita Barbara Armatrading MBE, född 9 december 1950 i Basseterre, Saint Kitts, Saint Kitts och Nevis, är en brittisk sångerska, låtskrivare och gitarrist. Armatrading har blivit nominerad för en Grammy Award tre gånger och två gånger för en BRIT Award som bästa kvinnliga artist. Hon har även mottagit en Ivor Novello Awards för Outstanding Contemporary Song Collection 1996. Hon är medlem i Brittiska Imperieorden där hon innehar graden MBE.
Armatrading är uppvuxen i Birmingham. Hon har blivit en inspirationskälla för Tracy Chapman och Suzanne Vega. Året 2007 nådde albumet Into the Blues första platsen i US Bilboard Blues Charts.

## Diskografi (urval)
Studioalbum
- 1972 – Whatever's for Us
- 1975 – Back to the Night
- 1976 – Joan Armatrading
- 1977 – Show Some Emotion
- 1978 – To the Limit
- 1980 – Me Myself I
- 1981 – Walk Under Ladders
- 1983 – The Key
- 1985 – Secret Secrets
- 1986 – Sleight of Hand
- 1988 – The Shouting Stage
- 1990 – Hearts and Flowers
- 1992 – Square the Circle
- 1995 – What's Inside
- 2003 – Lovers Speak
- 2007 – Into the Blues
- 2010 – This Charming Life
- 2012 – Starlight
- 2016 – Tempest Songs
- 2018 – Not Too Far Away
- 2021 – [[|]]

Livealbum
- 1979 – Steppin' Out
- 2004 – Live: All the Way from America
- 2011 – Live at the Royal Albert Hall
- 2016 – Me Myself I World Tour

Singlar (topp 50 på UK Singles Chart)
- 1976 – "Love and Affection" (#10)
- 1980 – "Rosie" (#49)
- 1980 – "Me Myself I" (#21)
- 1981 – "I'm Lucky" (#46)
- 1981 – "No Love" (#50)
- 1983 – "Drop the Pilot" (#11)